# Flussdelta

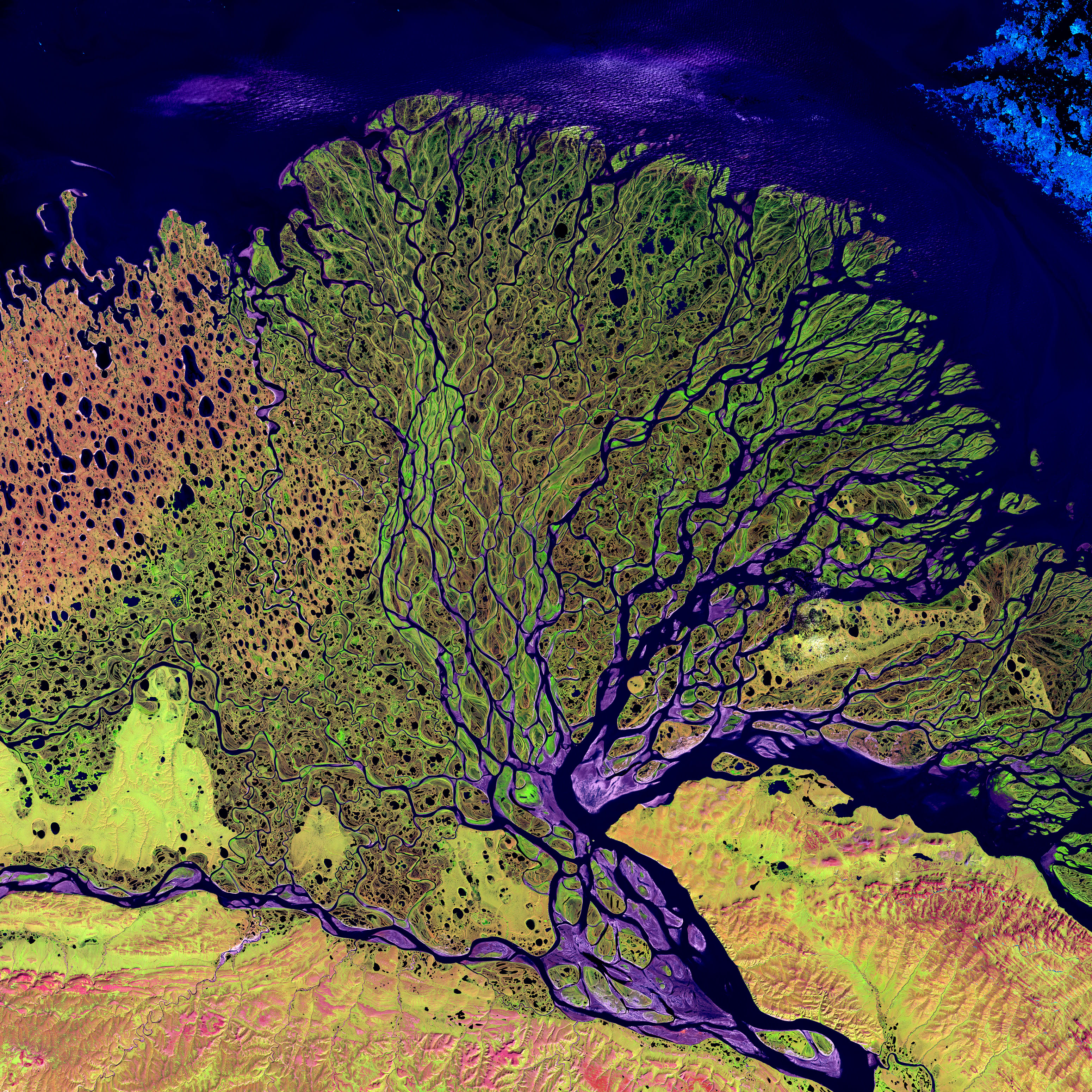
Falschfarben-Satellitenaufnahme des 32.000 km² großen Lenadeltas

Ein Flussdelta, auch Deltamündung oder Mündungsdelta, ist eine Flussmündung in einen See oder ein Meer, die durch einen annähernd dreieckigen Grundriss und die Gabelung des Hauptstromes in mehrere Mündungsarme gekennzeichnet ist. Deltas können nicht nur als Flussmündungen in ein Meer oder einen See entstehen, sondern (selten) als aufgefächerte Binnendeltas in ein Sumpfgebiet münden, ohne erkennbare offene Wasserfläche, wie das Okavangodelta.

## Wortherkunft
Das Wort Delta (Plural Deltas) geht ursprünglich auf den Buchstaben Daleth (, vermutlich „Tür“) der phönizischen Schrift zurück. Um die Mitte des neunten Jahrhunderts v. Chr. wurde dieser als Delta (Δέλτα) in das griechische Alphabet übernommen. Der griechische Historiker Herodot verwendet Delta vierzehn Mal in seinen Historien als geographischen Eigennamen für das Nildelta, wobei er die Ausdehnung des Nildeltas beschreibt, aber keine explizite Parallele zur Form des Buchstabens zieht. Wie Herodot erwähnt, war das Wort Delta für die Mündung des Nil bereits vorher bei den Griechen (Ioniern) bekannt.
Erst später wandelte sich der Charakter des Worts und ging vom Eigennamen zu einem Fachausdruck für Flussdeltas über, nun auch explizit im Hinblick auf die Dreiecksform des Buchstabens. Die Verallgemeinerung wird in Arrians Geschichtswerk Alexandri Anabasis über Alexander den Großen Anfang des zweiten Jahrhunderts n. Chr. deutlich, wo die Mündungen von Indus, Donau und Nil verglichen und als Deltas bezeichnet werden.

## Entstehung

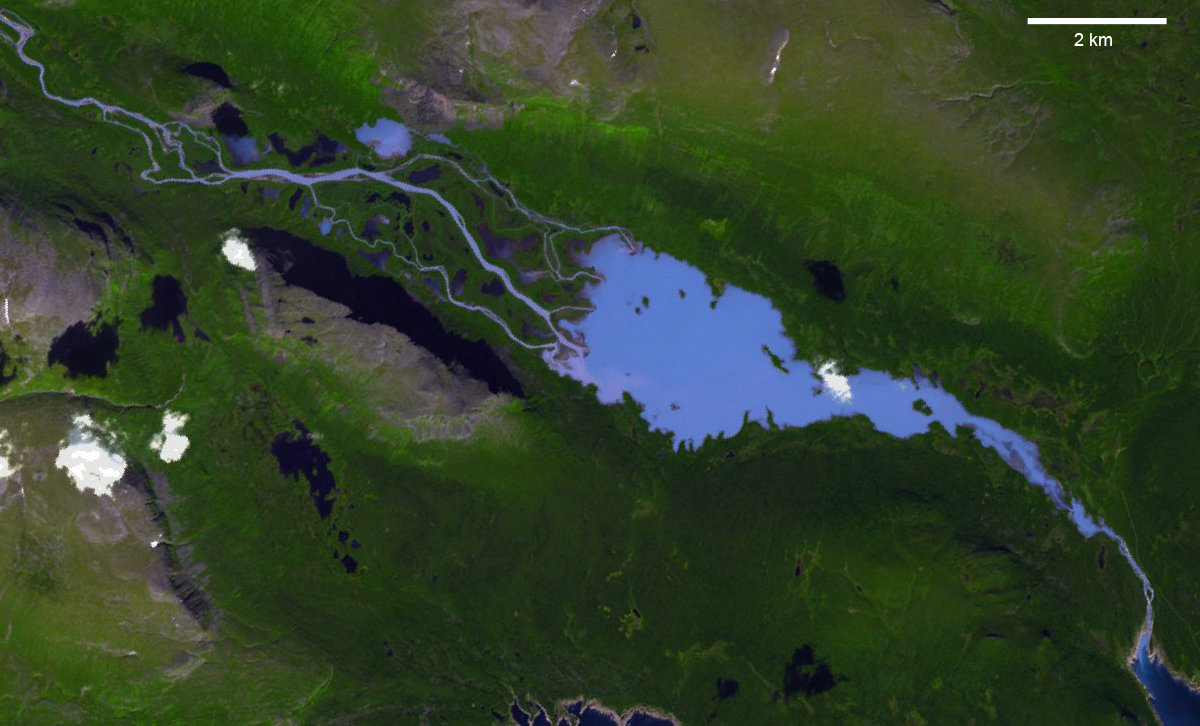
Satellitenaufnahme der Mündung des Flusses Rapaälv in den See Laitaure, Provinz Norrbotten, Schweden. Diese Mündung ist prinzipiell ein Delta, jedoch ist aufgrund der Enge des Tals der See zu schmal, als dass sich die charakteristische Deltaform voll herausbilden könnte. Stattdessen verlandet der See auf voller Breite und wird in ein Mosaik aus Flussarmen und kleineren Restseen verwandelt.

Eine Deltamündung entsteht, wenn im Mündungsbereich des Flusses dessen Fließgeschwindigkeit auf faktisch Null abgebremst wird, sodass er das meiste bis dahin noch mitgeführte Material als Sediment ablagert (vgl. → Hjulström-Diagramm). Bei weitgehend konstantem Meeresspiegel verlagert der Fluss seine Mündung über Jahrhunderte und Jahrtausende hinweg durch kontinuierliches Abladen seiner Sedimentfracht immer weiter auf das Meer hinaus, und der vormalige Mündungsbereich verlandet. Die eigenen Ablagerungen versperren ihm dabei zunehmend den Weg zum Meer, sodass der Hauptstrom sich mehrfach aufgabelt. Auf diese Weise entsteht die charakteristische Deltaform, wie sie in Karten und Satellitenaufnahmen bei vielen Flussmündungen zu sehen ist. Voraussetzung für die Bildung von Deltamündungen ist ein geringer Tidenhub im Mündungsbereich, da andernfalls Gezeitenströmungen die ungestörte Aufschüttung eines Mündungsfächers verhindern.
Der Mündungsfächer lässt sich im Querschnitt grob in drei Bereiche gliedern, die jeweils eine bestimmte Sedimentationsphase repräsentieren. Zuunterst liegen die flachlagernden sehr feinkörnigen Basisschichten (engl. bottomset), die ursprünglich vor dem Delta im Tiefwasser sedimentiert wurden (daher auch Prodelta genannt). Darüber folgen die steil seewärtig einfallenden untermeerischen Vorschüttschichten des Deltas (engl. foreset oder auch submerged delta genannt) und schließlich die fluviatil sedimentierten und daher waagerecht lagernden Dachschichten der Verlandungsphase (engl. topset oder emerged delta genannt).

## Delta-Arten
- Binnendelta
- Flussdominiertes Delta
- Gezeitengeprägtes Delta
- Wellendominiertes Delta

## Ökologische Bedeutung
Flussdeltas bieten meist eine sehr reiche Pflanzenwelt, ausgedehnte Brutgebiete, eine Vogelwelt häufig durchziehender Wasservögel (oft durch Vogelschutzgebiete ausgewiesen), und eine an die Feuchtgebiete angepasste Tierwelt. Daher stehen viele Deltas teilweise unter strengem Naturschutz, wie Parc Natural del Delta de l’Ebre oder Biosphärenreservat Donaudelta.
In Flussdeltas werden unter geringer Strömung die Inhalte der Fließgewässer in Meere eingebracht. Die Deltas eutrophierter Gewässer sind daher in hohem Maß mit Nährstoffen angereicherte Zonen, woraus sich Folgeprobleme ergeben. Aber auch ohne anthropogene Eutrophierung sind Deltas nährstoffreich. Daher werden Deltas landwirtschaftlich gern genutzt, trotz hämatophager Stechmücken, mancherorts bereits seit Jahrtausenden.
Bei einem relativ schnellen Anstieg des Meeresspiegels (wenige Meter pro 100 Jahre) ist es möglich, dass Flussdeltas vollständig wieder vom Meer überspült und mit Meeressedimenten bedeckt werden. Solche fossilen Deltas sind aus seismischen Erkundungen der Kontinentalschelfe bekannt. Sie können Aufschluss über den Stand des Meeresspiegels und den Verlauf der Küsten und Flüsse während der letzten Eiszeit liefern. Ein sehr ernstes Folgeproblem des gegenwärtigen Klimawandels und des damit einhergehenden Ansteigens der Meeresspiegel stellt dar, dass gleichzeitig alle Flussdeltas an Meeresküsten von Salzwasser überflutet werden. Da Deltas besonders flach ausgebildete Landschaften sind und genau auf den heutigen Meeresspiegel eingestellt sind, wird dort ein sehr großes Areal, welches bisher hauptsächlich durch Süßwasser geprägt ist, geflutet und versalzen.  Damit werden große Habitate in ihrem Bestand völlig verändert, wahrscheinlich noch innerhalb des 21. Jahrhunderts muss mit großräumigen Biotopzerstörungen gerechnet werden: Weder die meist reiche Flora, noch die Vogelwelt, noch die Fauna wird sich trotz Schutzmaßnahmen halten können und in den allermeisten Fällen stehen auch keine Rückzugsgebiete zur Verfügung. Eine besondere Rolle für den Menschen spielt dabei der bald drohende Verlust landwirtschaftlich intensiv genutzter Deltas wie dem Mekong-Delta, welches für den Reisanbau Vietnams von zentraler Bedeutung ist.

## Einige Flussdeltas
- Amazonas, größtes Flussdelta der Welt (Ästuar)
- Donaudelta, 5.000 km², zweitgrößtes Flussdelta Europas
- Ebrodelta, 400 km²
- Gangesdelta, 80.000 km²
- Indus, 8.000 km²
- Irawadi, 30.000 km²
- Lenadelta, 32.000 km²
- Mekong-Delta, 70.000 km²
- Mississippi River Delta, 36.000 km²
- Nigerdelta, 70.000 km²; der Niger bildet in seinem Mittellauf das Binnendelta Massina
- Nildelta, 24.000 km²; der Nil bildet in seinem Mittellauf das Binnendelta Sudd
- Ogowe, 4.800 km²
- Orinoko, 24.000 km²
- Perlflussdelta, 39,380 km², ist die Heimat des größten Ballungsraums der Welt (Guangzhou)[13]
- Po, 380 km²
- Rhein-Maas-Delta
- Rhone, über 750 km²
- Song Hong, 15.000 km²
- Uraldelta
- Weichsel, 1.500 km²
- Wolgadelta, 27.224 km², größtes Flussdelta Europas
- Yukon-Kuskokwim-Delta, 70.000 km²

## Außerirdische Beispiele
- Mars: Paläo-Delta im Eberswalde-Krater, 143 km²
- Saturnmond Titan: Wellendominiertes Flussdelta am Westufer des Methan-Ethan-Sees Ontario Lacus, ca. 500 km²

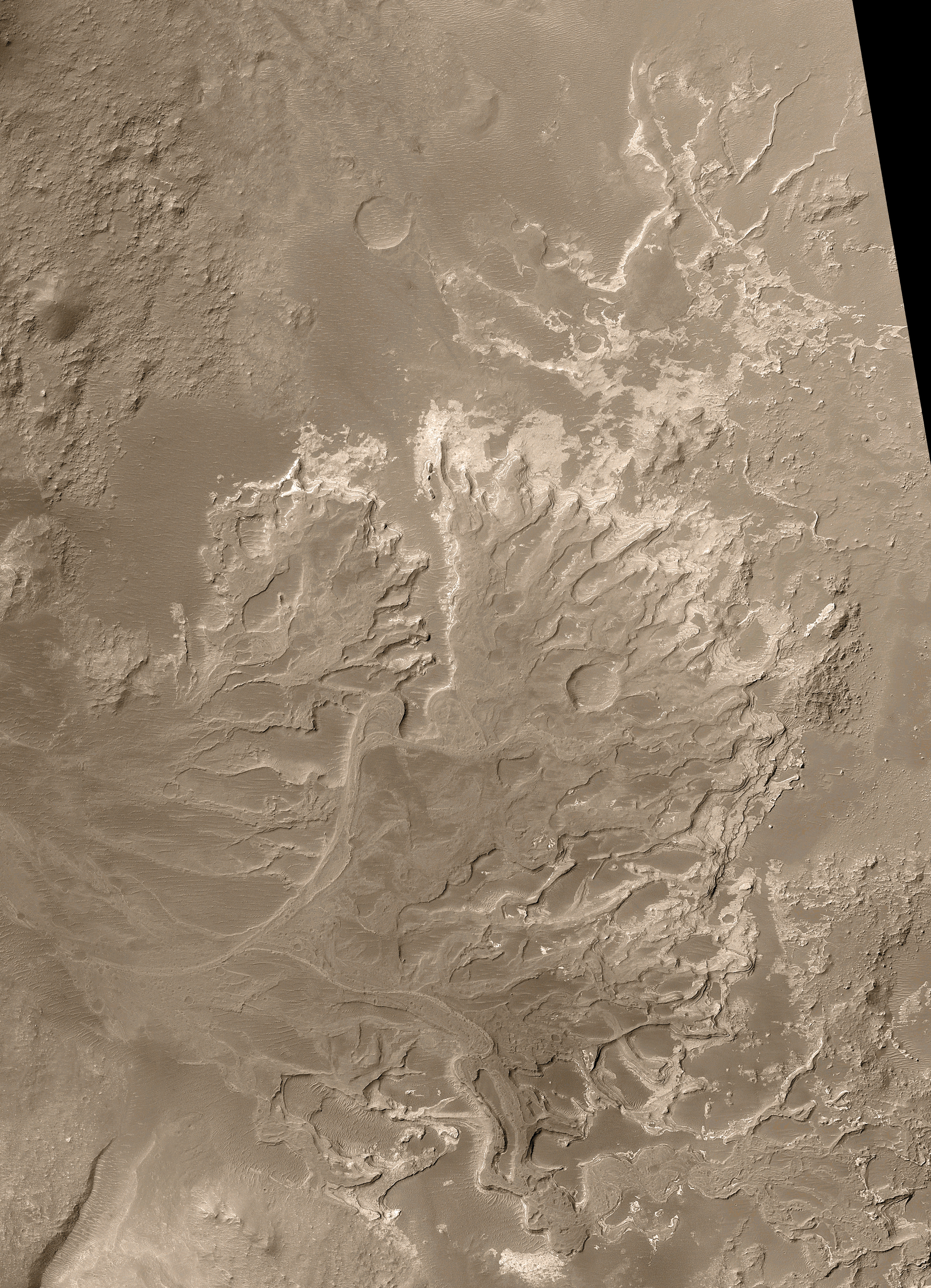
Ein Paläo-Flussdelta im Eberswalde-Krater auf dem Mars
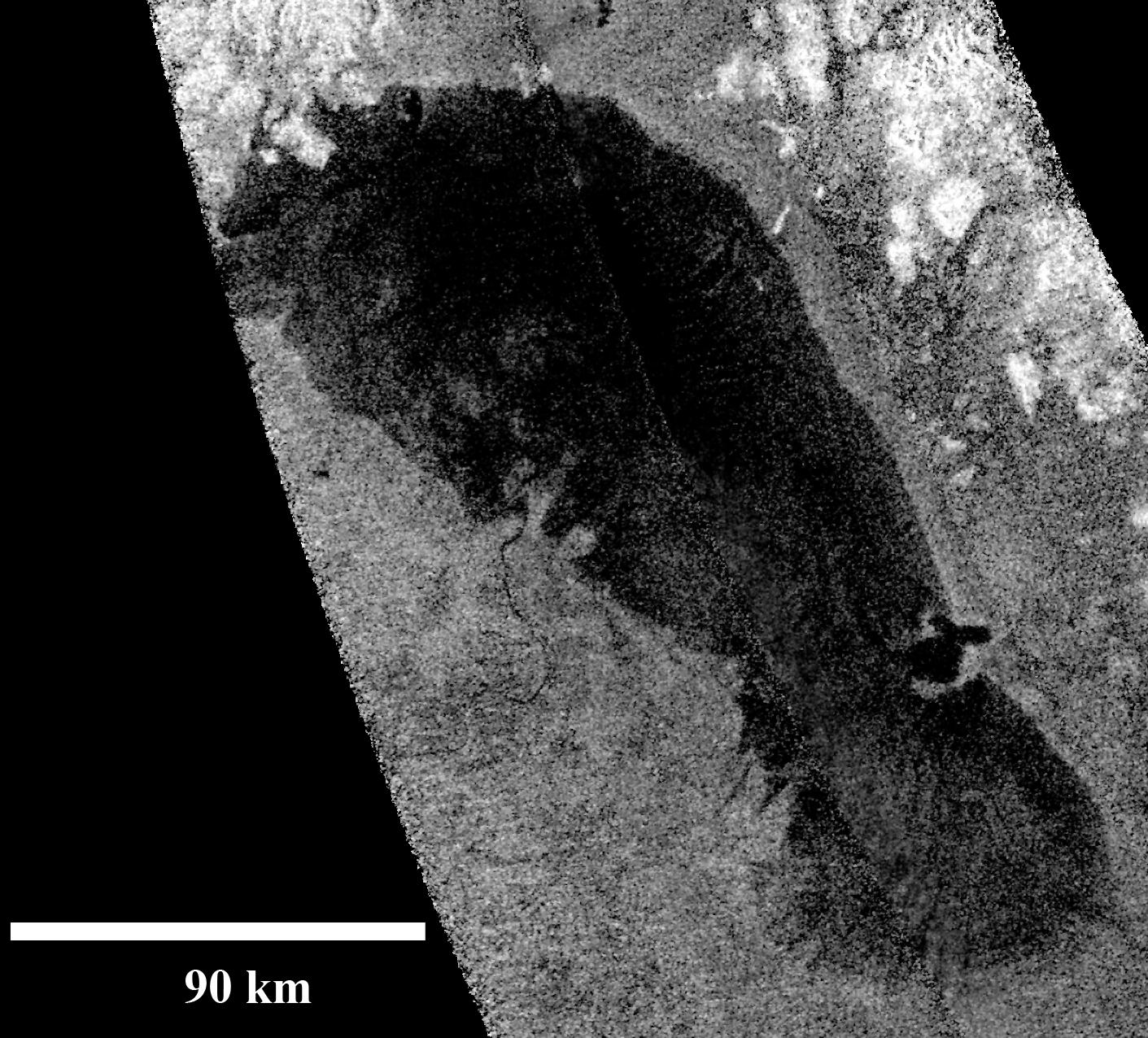
Radar-Abtastung des Methan-Ethan-Sees Ontario Lacus auf dem Saturnmond Titan. An seinem westlichen Ufer ist ein wellendominiertes Delta zu erkennen.